# Protestantse kerk (Noordwolde)
De protestantse kerk van Noordwolde is een kerkgebouw in de gemeente Weststellingwerf in de Nederlandse provincie Friesland. De kerk is een rijksmonument.

## Beschrijving
De driezijdig gesloten zaalkerk met rondboogvensters uit 1640 is gebouwd ter vervanging van een laatgotische kerk waarvan mogelijk de westmuur nog behouden is gebleven. In 1853 werd aan de noordzijde een dwarsbeuk aangebouwd. In 1874 is de klokkenstoel op het kerkhof vervangen door een geveltoren met ingesnoerde spits op de kerk. In 1967 is de dwarsbeuk uit 1853 afgebroken en het bepleisterde gewelf vervangen door een houten gewelf. De preekstoel aan de zuidzijde dateert uit de 17e eeuw. Het orgel uit 1876 is gemaakt door L. van Dam & Zonen en in 2008 gerestaureerd door Bakker & Timmenga. 

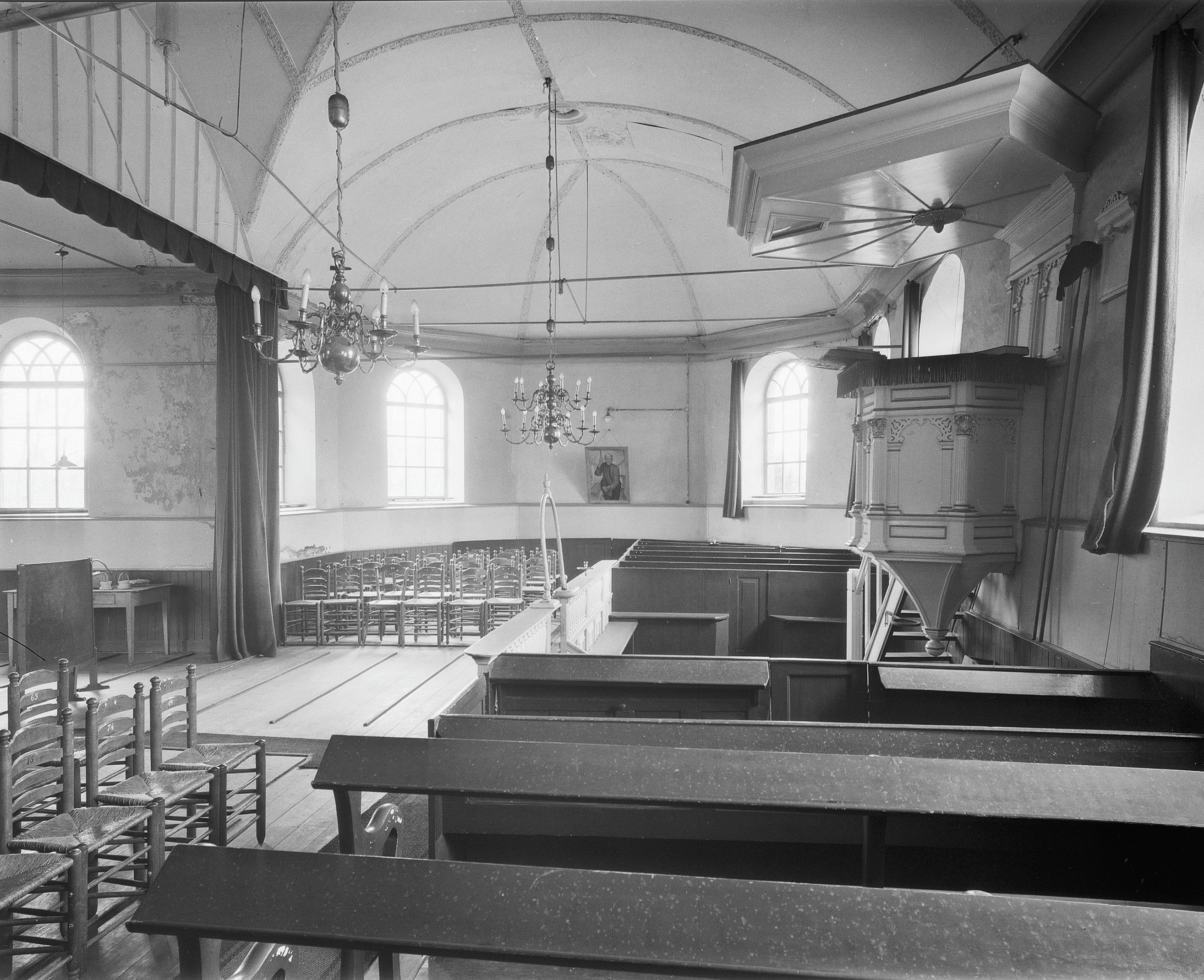
Interieur naar het oosten (1959)
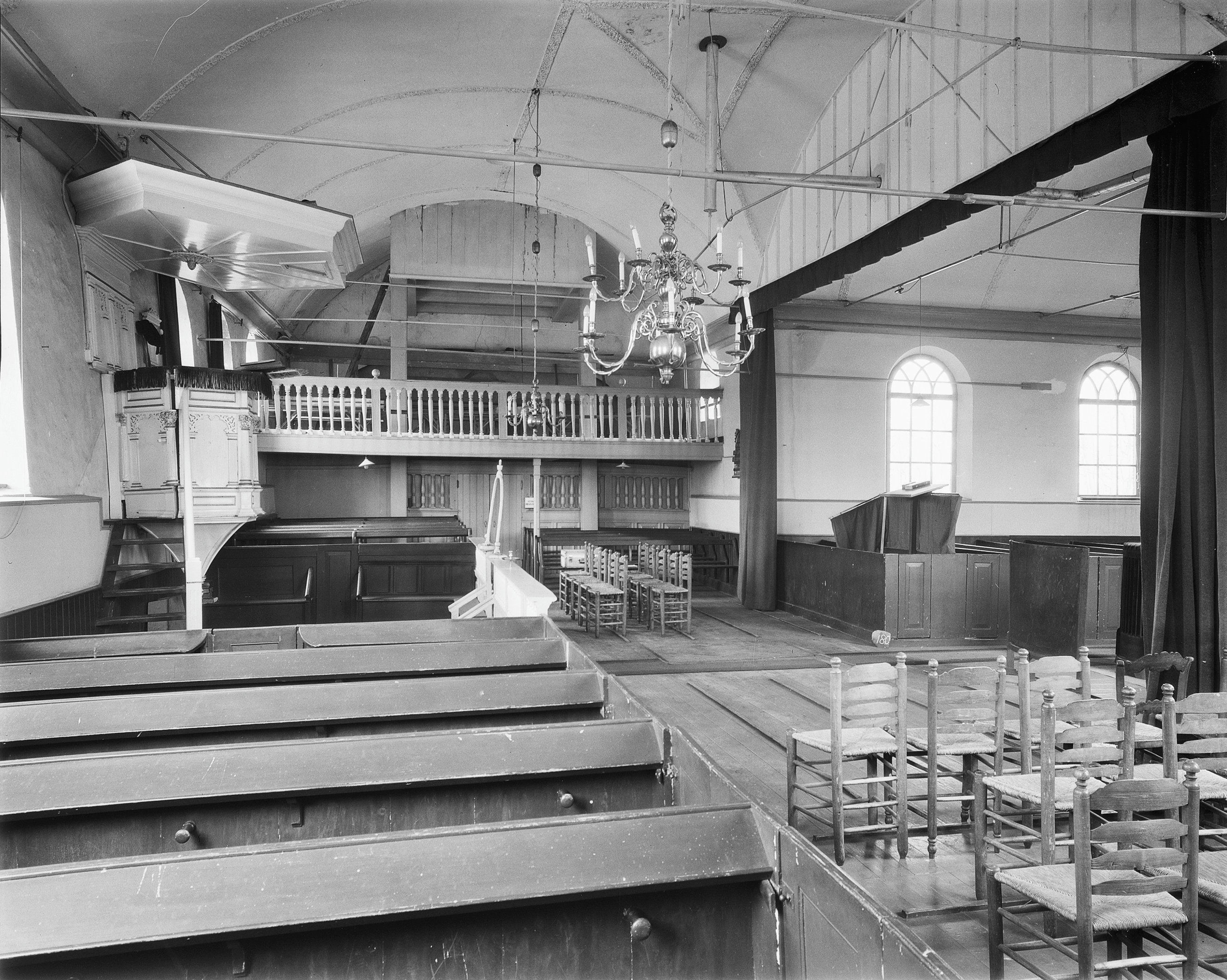
Interieur naar het westen
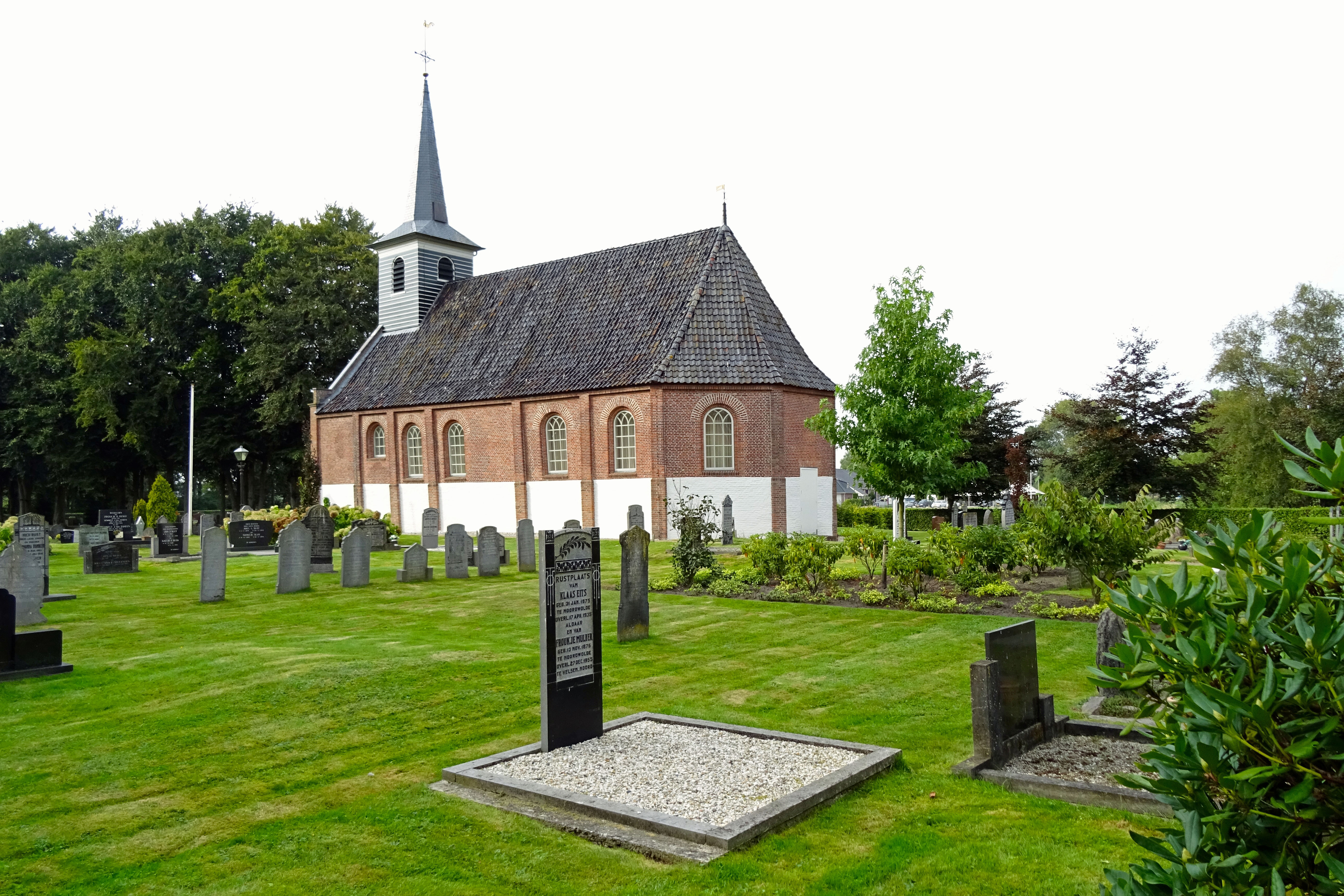
Kerk in 2016

Er wordt gekerkt door de Gemeente Lindestreek.